# 나바타역
나바타역(일본어: 菜畑駅)은 일본 나라현 이코마시에 위치한 긴키 닛폰 철도 이코마 선의 철도역이다. 역 번호는 G 18이며, 상대식 승강장 2면 2선의 구조를 갖춘 고가역이다.

## 타는 곳
| 1 | G 이코마 선 | 하행 | 오지 방면                                                          |
| 2 | G 이코마 선 | 상행 | 이코마 · 오사카난바 · 나라 · 교토 · 아마가사키 · 고베산노미야 방면 |

## 이용 현황
- 2005년 11월 8일 : 3,895명
- 2008년 11월 18일 : 3,898명
- 2010년 11월 9일 : 3,884명
- 2012년 11월 13일 : 3,761명
- 2015년 11월 10일 : 3,935명

## 역 주변
- 국도 제168호선
- 데즈카야마 대학 히가시이코마 캠퍼스
- 긴키 대학 이코마 종합 그라운드
- 긴테쓰 나라 선 히가시이코마 역

## 인접 역
| 긴키 닛폰 철도 이코마 선 | 긴키 닛폰 철도 이코마 선 | 긴키 닛폰 철도 이코마 선 |
| ------------------------ | ------------------------ | ------------------------ |
| G17 이코마 이코마 방면   | G 이코마 선              | 이치부 G19 오지 방면     |